# Longi
Longi é uma comuna italiana da região da Sicília, província de Messina, com cerca de 1.653 habitantes. Estende-se por uma área de 42 km², tendo uma densidade populacional de 39 hab/km². Faz fronteira com Alcara li Fusi, Bronte (CT), Cesarò, Frazzanò, Galati Mamertino, Maniace (CT), San Marco d'Alunzio, Tortorici.

## Demografia
| Variação demográfica do município entre 1861 e 2011                               |
|                                                                                   |
| Fonte: Istituto Nazionale di Statistica (ISTAT) - Elaboração gráfica da Wikipedia |